# Nance del Risco
Nance del Risco è un comune (corregimiento) della Repubblica di Panama situato nel distretto di Almirante, provincia di Bocas del Toro. Si estende su una superficie di 1052 km² e conta una popolazione di 1.760 abitanti (censimento 2010).  